# Novo Peru
O Novo Peru (em castelhano: Nuevo Perú) é um partido político peruano de esquerda fundado em 10 de julho de 2017 como uma dissidência do partido Frente Ampla. Abraçou o socialismo e algumas das ideologias de José Carlos Mariátegui, um marxista peruano.

## História
O partido foi fundada informalmente em 9 de dezembro de 2017 na região metropolitana de Lima. A atual presidente é Verónika Mendoza e o atual secretário-geral é Álvaro Campana.
O porta-voz do Novo Peru é Edgar Ochoa. O Novo Peru tinha 10 cadeiras no Congresso da República do Peru, que se separou da coalizão da Frente Ampla após sua formação. O grupo foi legalmente reconhecido em setembro de 2017. O movimento está em processo de registro como partido político para participar formalmente das eleições gerais de 2021.
Nas eleições legislativas realizadas em 26 de janeiro de 2020, o partido concorreu aliado à coalizão Juntos pelo Peru, pois seu registro ainda estava pendente. As urnas deram à aliança 4,8% do voto popular, mas nenhuma cadeira no Congresso da República, pois não conseguiram ultrapassar o limite eleitoral.  Para as eleições gerais de 2021, Mendoza não conseguiu registrar o Novo Peru, o que a levou a chegar a um acordo com o Juntos pelo Peru para concorrer à presidência pela segunda vez. Confirmada como a candidata presidencial da coalizão, Mendoza não conseguiu se classificar para o segundo turno, pois ficou em sexto lugar na eleição, com 7,9% do voto popular. Sua perda de apoio ao longo da campanha é amplamente creditada ao voto de Pedro Castillo e Yonhy Lescano no sul do Peru, um reduto tradicional da esquerda peruana.

## Ideologia eleitoral
Nos documentos do partido Novo Peru, eles descrevem a organização como "socialista, feminista, ambientalista, diversa e intercultural". Segundo a presidente do partido Verónika Mendoza, o Novo Peru é "parte de uma longa tradição socialista que começou com o marxista peruano José Carlos Mariátegui na década de 1920", e que o partido se distanciou do "ideologismo e autoritarismo que tem, onde apareceu, isolou a esquerda ". Novo Peru defende a igualdade de direitos, o respeito pela diversidade, a proteção da natureza e a sustentabilidade que é alcançada por meio de um sistema descentralizado que utiliza múltiplos pontos de vista.

### Dez eixos
O partido mantém dez diretrizes que, segundo ele, ajudarão a criar um novo Peru: 
1. Uma nova cultura para o bem viver - Defende a melhoria das relações entre todos os peruanos, o respeito à natureza e práticas sustentáveis.
2. Uma nova democracia e um novo estado - A criação de uma nova constituição, a descentralização do governo para aumentar a participação do cidadão e remover grandes financiadores da política.
3. Uma nova economia a serviço do povo e do país - Aumentar a diversidade econômica longe da dependência de matérias-primas, para retomar a soberania das propriedades econômicas do Peru da concorrência externa, para fortalecer a infraestrutura do país e um sistema tributário mais justo.
4. Trabalho decente e seguridade social para todos - Estabelecer direitos trabalhistas abrangentes, criar empregos produtivos fora da economia informal e seguridade social para todos os peruanos, inclusive os autônomos.
5. Igualdade na diversidade - Eliminar a discriminação, valorizar e adequar as leis de aceitação de mulheres, pessoas LGBTIQ, grupos indígenas, afro-peruanos e com diferentes capacidades e idades.
6. Gestão sustentável de territórios, proteção da natureza e combate ao aquecimento global - Construir uma cultura sustentável através do reconhecimento das mudanças climáticas , protegendo todos os ecossistemas, utilizando energia limpa, praticando o uso responsável do solo e melhorando a interação entre as áreas urbanas e rurais.
7. Povos indígenas com autonomia, território e participação política - A criação de leis para reconhecer a autonomia dos povos indígenas, para promover sua inclusão na sociedade peruana e o reconhecimento de suas identidades culturais.
8. Serviços públicos para garantir direitos: justiça e segurança, educação, saúde - Serviços de segurança aprimorados que enfatizam o envolvimento dos cidadãos, um sistema de justiça reformado para recompensar a honestidade e condenar a corrupção e um sistema carcerário que funciona de maneira oportuna e proporcional. A educação deve ser gratuita, de alta qualidade, universal e inclusiva, com o ensino superior sendo reestruturado e regulamentado para evitar fraudes e melhorar os padrões. Com relação à saúde dos peruanos, o país deve utilizar a atenção universal à saúde que enfoque a prevenção de doenças, a educação e avaliação contínua dos profissionais de saúde e os direitos reprodutivos das mulheres, incluindo o acesso a anticoncepcionais e abortos voluntários.
9. Políticas culturais para o bem viver - Promover uma relação de amizade entre os grupos culturais e a natureza, salvaguardando o trabalho e as práticas dos povos andinos e amazônicos.
10. Integração regional e global com soberania e solidariedade dos povos - A prevenção de bases militares estrangeiras, a criação de acordos comerciais equitativos e a melhoria da integração latino-americana e indígena.

## Resultados eleitorais

### Eleições parlamentares de 2020
Em novembro de 2019, foi anunciada a aliança de Novo Peru com Juntos pelo Peru para as eleições parlamentares.
A aliança não teve um bom desempenho; Não passou de 5%.

### Eleições gerais de 2021
O movimento aderiu à coalizão Juntos pelo Peru com Verónika Mendoza como candidata presidencial. Essa organização ficou em 6.º lugar nas eleições, com 1.132.577 votos válidos.